# Бырдин, Борис Алексеевич
Борис Алексеевич Бырдин (30 марта 1937, Иркутск — 5 ноября 2023, Барнаул) — советский гребец, чемпион СССР (1961), двукратный призёр чемпионата Европы (1961) по гребле на байдарках. Почётный мастер спорта СССР (1963). Заслуженный работник физической культуры Российской Федерации (1997).

## Биография
Родился 30 марта 1937 года в Иркутске. В возрасте 15 лет начал заниматься греблей на байдарках под руководством Николая Фролова. Представлял спортивное общество «Труд» и ЦСК ВМФ (1958–1961).
Наиболее значимых результатов добивался в классе байдарок-четвёрок. В августе 1961 года был включён в сборную СССР на чемпионате Европы в Познани и в составе экипажа, в который также входили Анатолий Гришин, Володар Звёздкин и Константин Назаров, выиграл серебряные медали на дистанциях 1000 и 10000 метров. В сентябре того же года в Тернополе стал чемпионом СССР на дистанции 10000 метров.
В 1964 году завершил свою спортивную карьеру и переехал в Барнаул, где в дальнейшем занимался тренерской деятельностью и работал на различных руководящих должностях в ДСО «Труд» (1964–1975), «Буревестник» (1975–1979) и «Трудовые резервы» (1979–2012). 
В 1990-х годах участвовал в ветеранских соревнованиях. В 1994 году вместе с Виктором Царёвым стал серебряным призёром Всемирных игр ветеранов спорта в классе байдарок-двоек.